# Сафарян, Максим Баласанович
Максим Баласанович Сафарян (род. 9 мая 1981) — российский борец греко-римского стиля, обладатель Кубка мира, мастер спорта России.

## Карьера
В 1995 году начал заниматься греко-римской борьбой в Санкт-Петербургском спортивном клубе «Лесгафтовец» в зале борьбы ГАФК им П. Ф. Лесгафта под руководством тренера Николая Неробеева. Позже Сафарян перешёл к тренерам Григорию Давидяну и Юрию Неробееву. В феврале 2015 года на Кубке мира в Тегеране в составе сборной России стал серебряным призёром. В марте 2017 года в иранском Авадане стал обладателем Кубка мира в команде. После завершения карьеры работает санкт-петербургской ГБУ СШОР «КШВСМ».

## Спортивные результаты
- Гран-при Ивана Поддубного 2008 — ;
- Чемпионат России по греко-римской борьбе 2009 — ;
- Гран-при Ивана Поддубного 2010 — ;
- Чемпионат России по греко-римской борьбе 2012 — ;
- Чемпионат России по греко-римской борьбе 2015 — ;
- Кубок мира по борьбе 2015 — ;
- Гран-при Ивана Поддубного 2017 — ;
- Кубок мира по борьбе 2017 — ;

## Личная жизнь
Имеет пятерых детей.